# Menesia subguttata
Menesia subguttata är en skalbaggsart som beskrevs av Stefan von Breuning 1954. Menesia subguttata ingår i släktet Menesia och familjen långhorningar. Inga underarter finns listade i Catalogue of Life.